# Paratanais elongatus
Paratanais elongatus är en kräftdjursart som först beskrevs av James Dwight Dana 1849.  Paratanais elongatus ingår i släktet Paratanais och familjen Paratanaidae. Inga underarter finns listade i Catalogue of Life.